# Рим (отрывок)
«Рим» — отрывок из незавершённого романа Гоголя «Аннунциата». В 1838—1839 годах Гоголь начал работу над романом. Отрывок «Рим» закончен, по воспоминаниям Сергей Аксакова, в период с 1838 до начала февраля 1842 года. Впервые опубликован с подзаголовком «Отрывок» в журнале «Москвитянин», 1842, No 3, стр. 22-67.
С Пушкиным в последний раз Гоголь увиделся 4 мая. Его провожал князь П. А. Вяземский — сподвижник Пушкина. Впервые Гоголь уехал за границу 6 июня 1836 года. Вначале были Баден-Баден, Женева, Париж, Неаполь. В Риме Гоголь пробудет с марта 1837 до лета 1848 года.
В феврале 1837 года - в самом начале заграничной поездки Гоголя - парижане шокированы вестью о смерти А. С. Пушкина.
В «Риме» отражены впечатления Гоголя от Италии и размышления о её судьбе.
Критик Виссарион Белинский в статье «Объяснение на объяснение по поводу поэмы Гоголя „Мёртвые души“» осудил Гоголя за его нападки на Францию. Белинский писал, что в «Риме» «есть удивительно яркие и верные картины действительности» и в то же время «есть и косые взгляды на Париж и близорукие взгляды на Рим, и — что всего непостижимее в Гоголе — есть фразы, напоминающие своею вычурною изысканностью язык Марлинского. Отчего это? — Думаем, оттого, что при богатстве современного содержания и обыкновенный талант чем дальше, тем больше крепнет, а при одном акте творчества и гений, наконец, начинает постепенно ниспускаться…». Та же суровая оценка была повторена в статье «Русская литература в 1842 году». В письме к Шевырёву от 1 сентября 1843 года Гоголь писал: «Я был бы виноват, если бы даже римскому князю внушил такой взгляд, какой имею я на Париж, потому что и я хотя могу столкнуться в художественном чутье, но вообще не могу быть одного мнения с моим героем. Я принадлежу к живущей и современной нации, а он — к отжившей. Идея романа вовсе не была дурна: она состояла в том, чтобы показать значение нации отжившей, я отживающей прекрасно относительно живущих наций. Хотя поначалу, конечно, ничего нельзя заключить, но всё же можно видеть, что дело в том, какого рода впечатление производит строящийся вихорь нового общества на того, для которого уже почти не существует современность».